# Demobotys
Demobotys is een geslacht van vlinders uit de familie van de grasmotten (Crambidae). De wetenschappelijke naam van dit geslacht is voor het eerst voorgesteld door Eugene Gordon Munroe en Akira Mutuura in een publicatie uit 1969.

## Soorten
- L. monoceralis Munroe & Mutuura, 1969
- L. pervulgalis (Hampson, 1913)